# ∞-Chern-Weil-Theorie
∞-Chern-Weil-Theorie ist eine verallgemeinerte Formulierung der Chern-Weil-Theorie aus dem mathematischen Teilgebiet der Differentialgeometrie mit den Methoden der Höheren Kategorientheorie. Benannt ist die Theorie nach Shiing-Shen Chern und André Weil, welche in den 1940er Jahren erstmals den Chern-Weil-Homomorphismus konstruiert haben, obwohl die Verallgemeinerung nicht von ihnen stammt.

## Verallgemeinerung
Es gibt drei verschiedene äquivalente Beschreibungen der {\displaystyle k}-ten Chern-Klasse von komplexen Vektorbündeln vom Rang {\displaystyle n}, nämlich als:
- (1-kategorielle) natürliche Transformation {\displaystyle [-,\operatorname {BU} (n)]\Rightarrow [-,K(\mathbb {Z} ,2k)]}
- Homotopieklasse einer stetigen Abbildung {\displaystyle \operatorname {BU} (n)\rightarrow K(\mathbb {Z} ,2k)}
- singuläre Kohomologieklasse in {\displaystyle H^{2k}(\operatorname {BU} (n),\mathbb {Z} )}

Dabei ist {\displaystyle \operatorname {BU} (n)} der klassifizierende Raum der unitären Gruppe {\displaystyle \operatorname {U} (n)} und {\displaystyle K(\mathbb {Z} ,2k)} ein Eilenberg-MacLane-Raum, welche die Menge der komplexen Vektorbündel vom Rang {\displaystyle n} durch {\displaystyle [-,\operatorname {BU} (n)]\cong \operatorname {Vect} _{\mathbb {C} }^{n}(-)} und die singuläre Kohomologie durch {\displaystyle [-,K(\mathbb {Z} ,2k)]\cong H^{2k}(-,\mathbb {Z} )} darstellen. Die Äquivalenz zwischen den vorderen beiden Beschreibungen ist durch das Yoneda-Lemma gegeben. Die Äquivalenz zwischen den hinteren beiden Bedingungen ist wieder durch die Klassifikation von singulärer Kohomologie durch Eilenberg-MacLane-Räume gegeben. Die der Chern-Klasse entsprechende singuläre Kohomologieklasse ist die des universellen Vektorbündels, also {\displaystyle c_{k}(\gamma _{\mathbb {C} }^{n})\in H^{2k}(\operatorname {BU} (n),\mathbb {Z} )}.
Ein einfaches Beispiel, welches die Notwendigkeit für eine weitere Sicht und die Beschreibung durch höhere Strukturen motiviert, ist der klassifizierende Raum {\displaystyle \operatorname {BU} (1)\cong \mathbb {C} P^{\infty }}. Dieser hat eine H-Raum-Struktur, welche bis auf Homotopie eindeutig ist, wodurch sich erneut der klassifizierende Raum betrachten lässt, welcher mit {\displaystyle \operatorname {B^{2}U} (1)} notiert wird. Wegen dieser Eigenschaft ist {\displaystyle \operatorname {U} (1)\cong S^{1}} eine 2-Gruppe und {\displaystyle \operatorname {B^{2}U} (1)} ein Lie-2-Gruppoid. Die Bildung des klassifizierenden Raumes verschiebt die Homotopiegruppen eins hinauf, also sind {\displaystyle \operatorname {U} (1)}, {\displaystyle \operatorname {BU} (1)} und {\displaystyle \operatorname {B^{2}U} (1)} jeweils die Eilenberg-MacLane-Räume {\displaystyle K(\mathbb {Z} ,1)}, {\displaystyle K(\mathbb {Z} ,2)} und {\displaystyle K(\mathbb {Z} ,3)}. Dadurch benötigt die Beschreibung des Eilenberg-MacLane-Raumes {\displaystyle K(\mathbb {Z} ,2k)} die Wiederholung dieses Prozesses, wofür der Wechsel zu ∞-Gruppen nötig ist. Da Schleifenräume die Homotopiegruppen eins hinab verschieben, ist der klassifizierende Raum in der ∞-Kategorie {\displaystyle \operatorname {Top} } der topologischen Räume allgemeiner als Entschleifung bekannt. Im ∞-Topos {\displaystyle \infty \operatorname {Grpd} } der ∞-Gruppoide korrespondiert diese mit der Bildung der ∞-Kategorie mit einem Objekt.

## ∞-Chern-Weil-Homomorphismus
Sei {\displaystyle \mathbf {H} } ein ∞-Topos. Das fundamentale ∞-Gruppoid {\displaystyle \Pi \colon \mathbf {H} \rightarrow \infty \operatorname {Grpd} } hat einen rechtsadjungierten Funktor {\displaystyle \operatorname {Disc} \colon \infty \operatorname {Grpd} \rightarrow \mathbf {H} }, welcher wieder einen rechtsadjungierten Funktor {\displaystyle \Gamma \colon \mathbf {H} \rightarrow \infty \operatorname {Grpd} } hat, sodass {\displaystyle \Pi \dashv \operatorname {Disc} \dashv \Gamma }. Seien {\displaystyle \textstyle \int :=\operatorname {Disc} \circ \Pi \colon \mathbf {H} \rightarrow \mathbf {H} } und {\displaystyle \flat :=\operatorname {Disc} \circ \Gamma \colon \mathbf {H} \rightarrow \mathbf {H} }, dann gibt es eine Adjunktion {\displaystyle \textstyle \int \dashv \flat }.
Seien {\displaystyle G} ein ∞-Gruppoid und {\displaystyle \mathbf {B} G} dessen Entschleifung. Eine charakteristische Klasse ist ein Morphismus {\displaystyle c\colon \mathbf {B} G\rightarrow \mathbf {B} ^{n}\operatorname {U} (1)}. Die Koeinheit von {\displaystyle \operatorname {Disc} \dashv \Gamma } erzeugt eine kanonische Abbildung  {\displaystyle \flat \mathbf {B} G\rightarrow \mathbf {B} G}. Dessen Homotopiefaser, welche die Obstruktion für die Existenz von flachen Hebungen angibt, wird mit {\displaystyle \flat _{\mathrm {dR} }\mathbf {B} G} notiert (wobei dR für de Rham steht), womit es eine Sequenz {\displaystyle \flat _{\mathrm {dR} }\mathbf {B} G\rightarrow \flat \mathbf {B} G\rightarrow \mathbf {B} G} gibt. Im Fall von {\displaystyle G=\mathbf {B} ^{n-1}\operatorname {U} (1)} gibt es einen als Krümmung bezeichneten verbindenden Morphismus {\displaystyle \operatorname {curv} \colon \mathbf {B} ^{n}\operatorname {U} (1)\rightarrow \flat _{\mathrm {dR} }\mathbf {B} ^{n+1}\operatorname {U} (1)}, welcher die Sequenz erweitert und sogar alle miteinander verbindet. Für ein ∞-Gruppoid {\displaystyle G} ist die Komposition:
{\displaystyle \operatorname {curv} \circ c\colon \mathbf {B} G\rightarrow \flat _{\mathrm {dR} }\mathbf {B} ^{n+1}\operatorname {U} (1)}
der ∞-Chern-Weil-Homomorphism. Durch Nachkomposition ordnet dieser einem {\displaystyle G}-∞-Hauptfaserbündel {\displaystyle X\rightarrow \mathbf {B} G} eine de Rham-Kohomologieklasse {\displaystyle X\rightarrow \flat _{\mathrm {dR} }\mathbf {B} ^{n+1}\operatorname {U} (1)} zu, alternativ geschrieben als Morphismus {\displaystyle H(X,G)\rightarrow H_{\mathrm {dR} }^{n+1}(X)} mit intrinsischer und de Rham-Kohomologie:
{\displaystyle H(X,G):=\pi _{0}\mathbf {H} (X,\mathbf {B} G);}
{\displaystyle H_{\mathrm {dR} }^{n}(X,G):=\pi _{0}\mathbf {H} (X,\flat _{\mathrm {dR} }\mathbf {B} G).}
Zusätzlich gibt es ebenfalls die flache differentielle {\displaystyle G}-wertige Kohomologie:
{\displaystyle H_{\mathrm {flat} }(X,G):=\pi _{0}\mathbf {H} (X,\flat \mathbf {B} G)\cong \pi _{0}\mathbf {H} (\textstyle \int X,\mathbf {B} G)}
wobei der kanonische Morphismus {\displaystyle \flat \mathbf {B} G\rightarrow \mathbf {B} G} einen Vergissmorphismus {\displaystyle H_{\mathrm {flat} }(X,G)\rightarrow H(X,G)} induziert.